# Placówka Straży Granicznej I linii „Zgorzelec”
Placówka Straży Granicznej I linii „Zgorzelec” – jednostka organizacyjna Straży Granicznej pełniąca służbę ochronną na granicy polsko-niemieckiej w okresie międzywojennym.

## Formowanie i zmiany organizacyjne
Rozporządzeniem Prezydenta Rzeczypospolitej Polskiej Ignacego Mościckiego z 22 marca 1928 roku, do ochrony północnej, zachodniej i południowej granicy państwa, a w szczególności do ich ochrony celnej, powoływano z dniem 2 kwietnia 1928 roku  Straż Graniczną.
Rozkazem nr 4 z 30 kwietnia 1928 roku w sprawie organizacji Śląskiego Inspektoratu Okręgowego dowódca Straży Granicznej gen. bryg. Stefan Pasławski określił strukturę organizacyjną komisariatu SG „Lipiny”.
Rozkazem nr 2 z 24 sierpnia 1933 roku w sprawach zmian etatowych, przydziałów oraz utworzenia placówek, komendant Straży Granicznej płk Jan Jur-Gorzechowski nakazał utworzyć placówkę I linii „Zgorzelec”.

## Kierownicy/dowódcy placówki
| stopień          | imię i nazwisko          | okres pełnienia służby    | kolejne stanowisko         |
| ---------------- | ------------------------ | ------------------------- | -------------------------- |
| przodownik       | Aleksander Wojciechowski | 1 VIII 1933 – 23 III 1935 | kierownik placówki „Stany” |
| starszy strażnik | Wiktor Binek             | 23 III 1935 –             |                            |